# Haspel
Die Haspel, oft Weife genannt, ist ein technisches Hilfsmittel zum Auf- und Abwickeln von langgestreckten, biegsamen Materialien wie Schläuchen, Rohren, Garnen, Seilen, Drähten und Bändern.
Im Vergleich zu einer Seilwinde oder anderen haspelähnlichen Geräten steht das Auf- und Abwickeln im Vordergrund. Mit einer Seilwinde wird hingegen das unter hoher Zugkraft stehende Seil auf- oder auch abgewickelt. 
Eine Haspel wird zu dem Zweck verwendet, linienförmiges Material in eine handhabbare, kompakte Form zu bringen, sie vor dem Verwirren und Verknoten zu sichern und sie bis zum weiteren Gebrauch in dieser Form zu lagern.
Manche Haspeln könnten auch als Spule, Rolle oder Walze bezeichnet werden. Im Unterschied zu diesen bestehen viele Haspeln am Umfang aber nicht aus einem geschlossen zylindrischen Körper, sondern aus einem aus Stäben zusammengesetzten Korb oder Kreuz mit Querstäben, um das aufgewickelte Material abzustützen.
Der Begriff Haspel kann auch ein Gerät oder eine Vorrichtung bezeichnen, die aus dem eigentlichen Stützkörper für das aufgewickelte Material sowie einem Drehlager an dessen Mittelachse, einem Halter oder Ständer und gegebenenfalls einer Kurbel oder einem anderen Antrieb besteht. Manche Haspeln besitzen Mess- und Anzeigevorrichtungen für die aufgewickelte Länge des Materials.
Daneben gibt es Vorrichtungen, deren Bezeichnung zwar von der Gestalt der Haspel abgeleitet sind, die aber eine andere Funktion haben.

## Textiltechnik

### Drehhaspeln

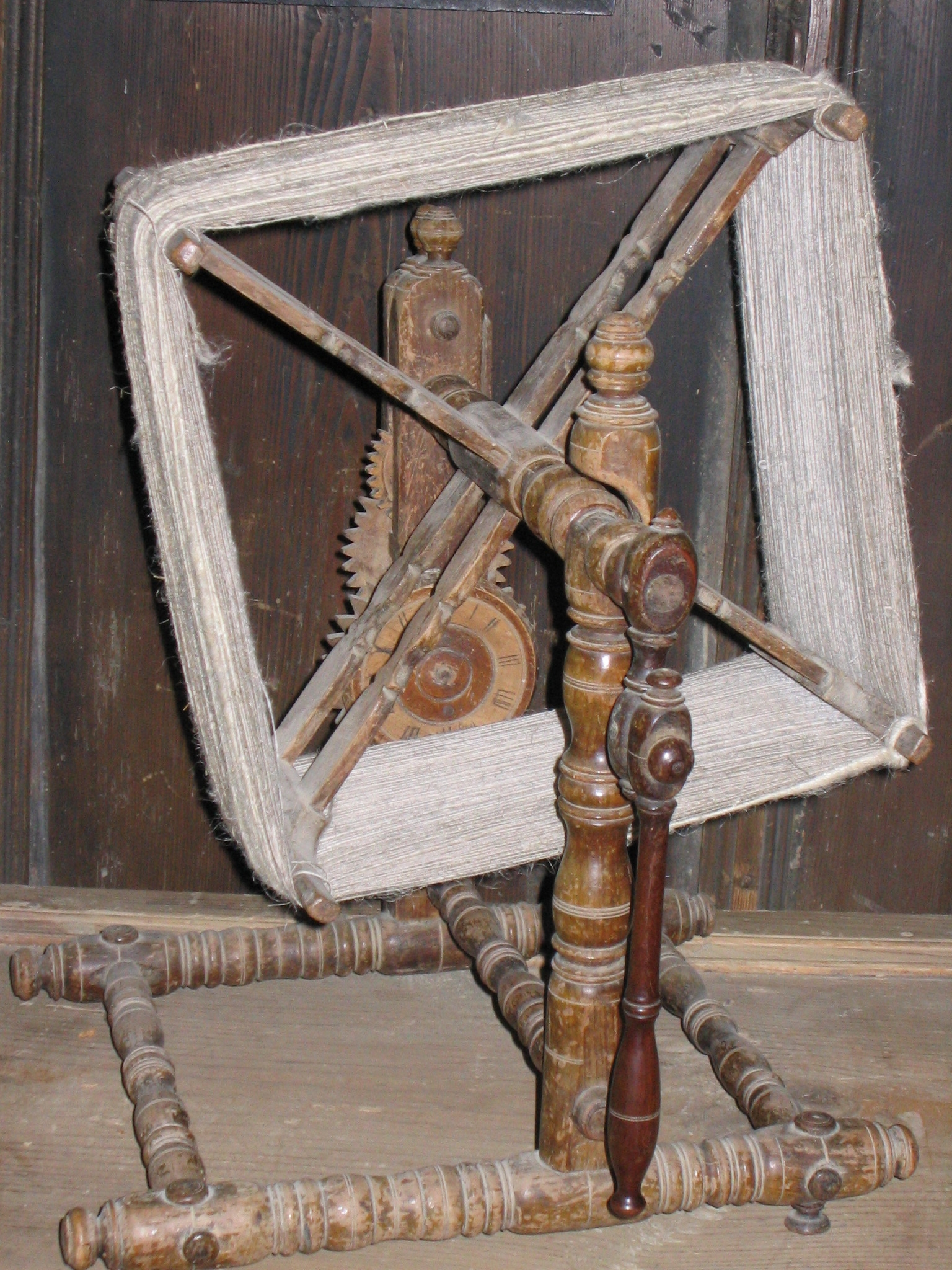
Vierarmige Drehhaspel für Garn mit Zählwerk und Zifferblatt

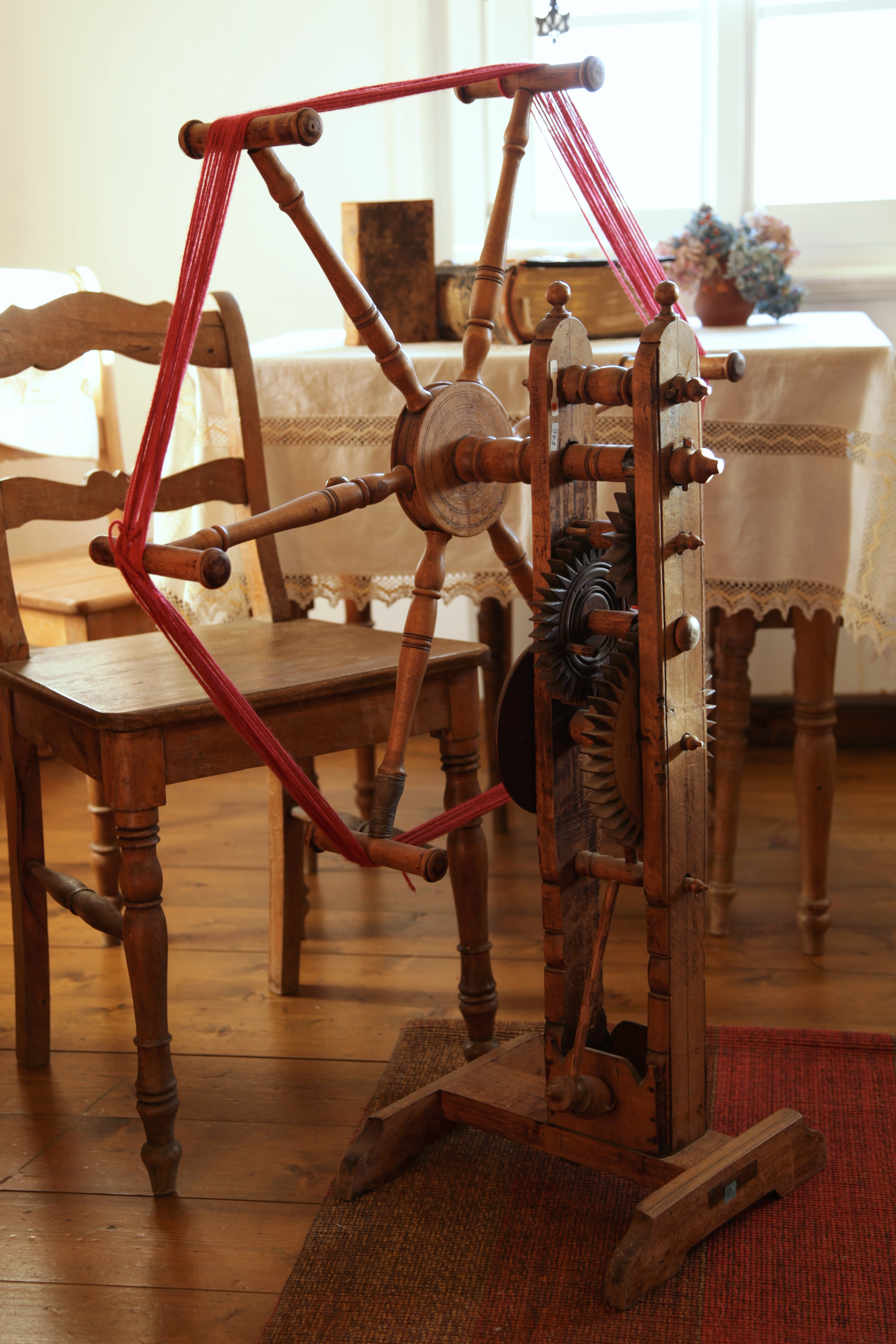
Sechsarmige Drehhaspel mit Zählwerk und Hammer (Klopfhaspel)

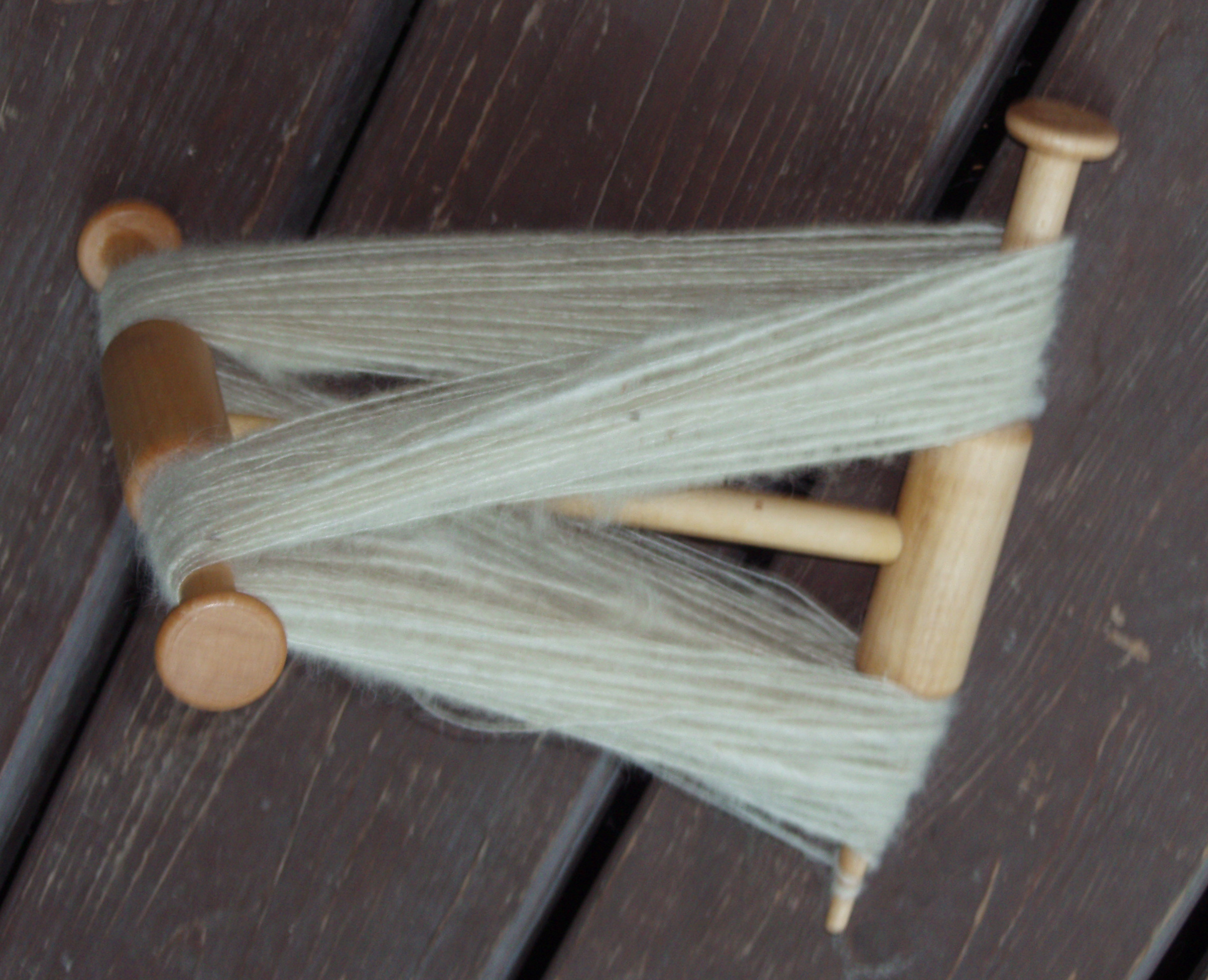
Kreuzhaspel

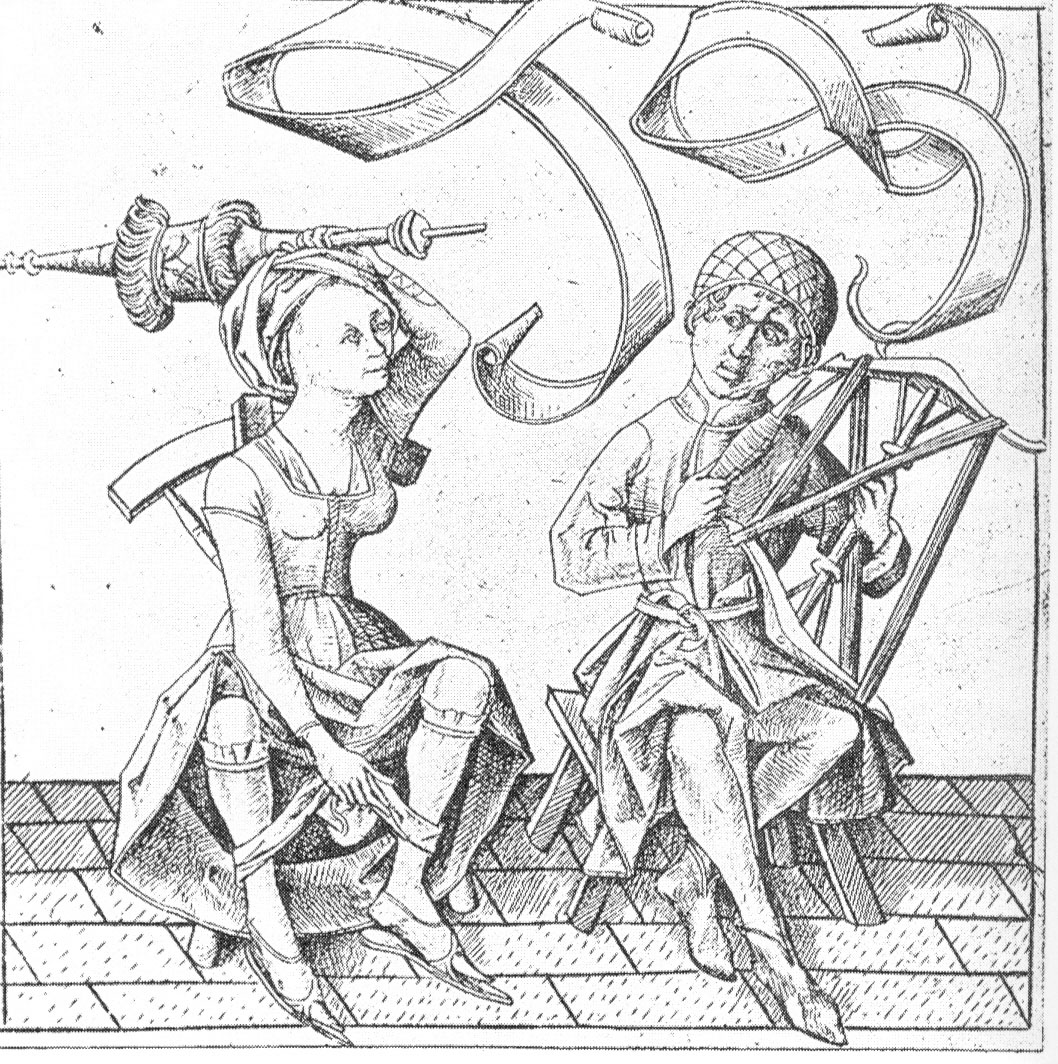
Mann mit Kreuzhaspel, Ende 15. Jh., Kupferstich von Israhel van Meckenem d. J.

In der Spinnerei dient die Haspel dazu, Garn in die Form eines Stranges zu bringen, der durch Waschen, Bleichen oder Färben weiterverarbeitet werden kann oder in dieser Form gehandelt wird. Drehhaspeln haben mindestens vier Arme, aber auch fünf- bis achtarmige Exemplare existieren; sehr üblich sind Haspeln mit sechs Armen. Sie können frei stehen oder an einen Tisch angeschraubt werden. Jede Haspel besitzt eine Hilfseinrichtung zum Drehen: einen Drehknauf oder eine Kurbel, die in der Nähe der Achse angebracht ist. Abgehaspelt wird von einem Garnvorrat, der üblicherweise auf einer Spule vorliegt und ohne Gegenzug ablaufen kann. Die Haspel wird in kreisförmige, vertikale Bewegung versetzt und der Faden über die Querholme auf den Haspelarmen geführt.
Viele Haspeln besitzen darüber hinaus ein Zählwerk, das meist durch hölzerne Zahnräder angetrieben wird. Der Umfang einer Haspel und damit die Stranglänge ist seit dem 17. Jahrhundert durch regionale Verordnungen genau festgelegt und musste durch Eichung nachgewiesen werden.
Folgende regional begründete Umfänge sind belegt:
- Hunsrück: 1,90 Meter
- Hessen: 2,19 Meter oder 4 Ellen
- Leinengarn in Lippe als „lange Haspel“: 2,02 Meter
- Wolle in Lippe als „kurze Haspel“: 1,30 Meter

Mit dem Zählwerk, das die Anzahl der Umdrehungen misst, und dem festgesetzten Umfang konnte eine genau definierte Länge Garn gehaspelt und in den Handel gebracht werden. Außerdem ist es dadurch möglich, das Gewicht pro Länge, die Garnfeinheit, zu bestimmen. Durch Unterschreiten des Haspelumfangs oder der Umdrehungsanzahl konnte beim Garnpreis betrogen werden, weswegen die Einhaltung der Vorschriften behördlich streng kontrolliert wurde. So wurden allein in der Grafschaft Ravensberg in den Jahren 1712, 1743, 1744, 1762, 1765, 1777 und 1803 immer wieder Edikte gegen die „Betrüglichkeit des Garns“ erlassen.
Zählmechanismen
- Uhrenhaspel: Das Zahnradgetriebe bewegt einen Zeiger auf einem Zifferblatt, angezeigt wird die Zahl der Umdrehungen.
- Klopfhaspel: Beim Erreichen der vorgeschriebenen Zahl der Umdrehungen fällt ein hölzerner Hammer auf eine Platte und gibt so ein akustisches Signal zum Aufhören. Der Hammer wird durch einen Splint am Zahnradgetriebe gehoben.
- Klickhaspel oder Schneller: Eine schmale Leiste (Blattfeder) aus Holz oder Metall wird durch einen Splint am Zahnradgetriebe angehoben. Beim Erreichen der vorgeschriebenen Zahl der Umdrehungen schnellt diese „Zunge“ zurück und erzeugt einen schnarrenden Warnton.

Diese Mechanismen können kombiniert werden, etwa als Klopfhaspel mit zusätzlichem Zifferblatt.
Garnhaspeln
Garnhaspeln dienen weder dem Aufbewahren noch dem Abwickeln von Fäden. Der Strang wird direkt nach dem Haspeln abgezogen. Um zu verhindern, dass Fäden während des Haspelvorgangs von den Enden der Holme abrutschen, sind diese Querholme meistens durch seitliche Erhöhungen gesichert. Damit der unter Spannung stehende Strang dennoch ohne Schäden gelöst werden kann, sind verschiedene Konstruktionen üblich:
- An einem Querholm fehlt die seitliche Erhöhung (vergleiche die Abbildung einer Kreuzhaspel).
- Ein Haspelarm kann nach Lösen eines Sicherungssplintes abgeklappt werden.
- Ein Holm ist drehbar, so dass die Erhöhung unter dem Garn weggleitet. Dieser von den anderen baulich abweichende Haspelarm wird der Fremde genannt.

Garnwinden
Der abgezogene Strang besitzt einen etwas verkleinerten Umfang, weil das unter Spannung aufgewickelte Garn sich beim Abziehen mehr oder weniger stark zusammenzieht. Um einen Strang weiter zu verarbeiten, etwa durch Aufspulen, ist daher eine Garnwinde erforderlich. Garnwinden gleichen Haspeln auf den ersten Blick sehr, unterscheiden sich aber durch folgende Merkmale von ihnen:
- keinerlei Vorrichtung für die Hand zum Drehen
- variabel einstellbarer Umfang
- niemals ein Zählwerk

### Kreuzhaspel
Die Kreuzhaspel oder der Nicker ist ein von der Drehhaspel baulich völlig abweichendes Hilfsmittel, das demselben Zweck dient. Sie besteht aus einem Rundholz als Handgriff, an dessen Ende jeweils ein Querholm angebracht ist. Diese beiden Querholme stehen kreuzförmig übereinander. Der Faden wird von Hand über die Enden der Holme gelegt, wobei die Kreuzhaspel eine schwankende („nickende“) Bewegung ausführt. Die nicht-mechanische Kreuzhaspel dürfte weit älter sein als die Drehhaspeln.

## Walzen-, trommel- und spulenförmige Haspeln

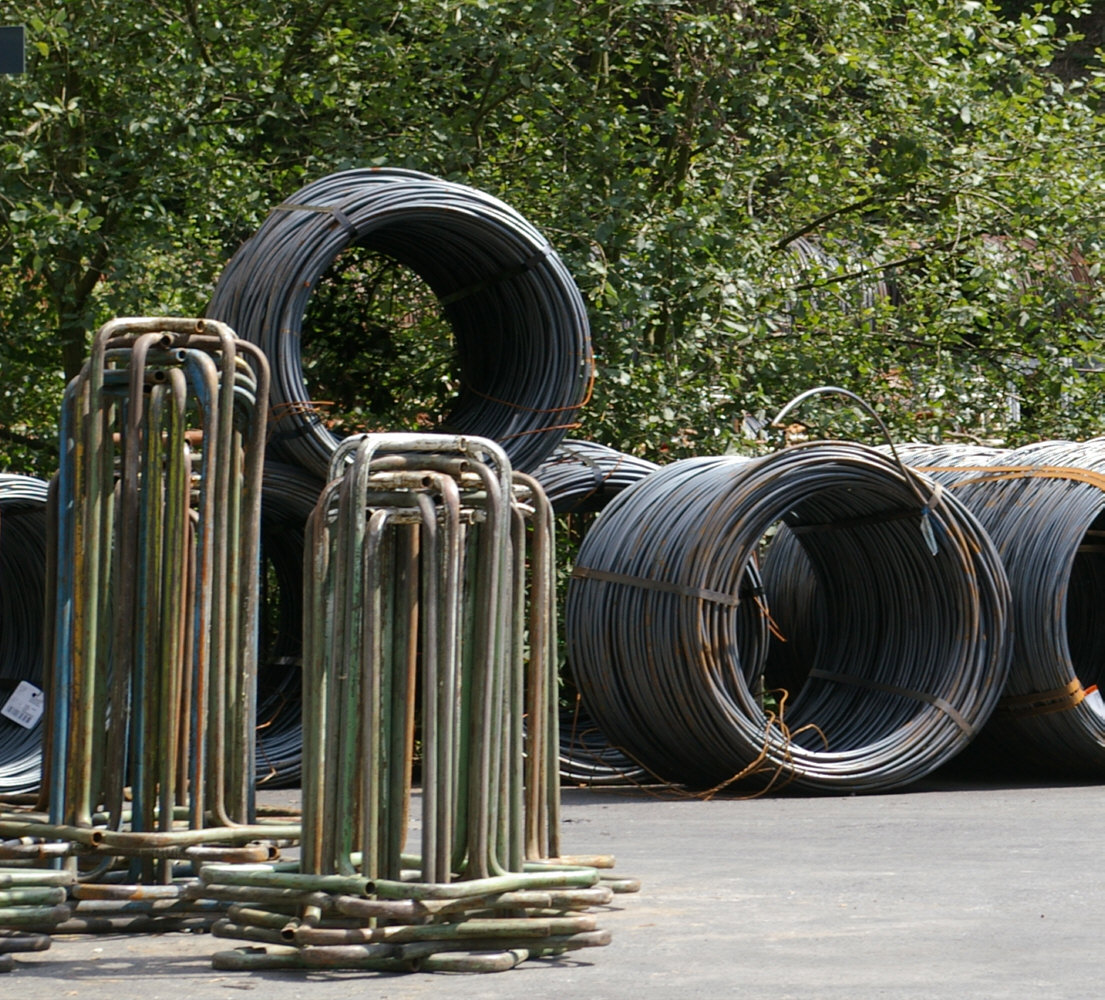
Haspeln für Rollen dicker Drähte

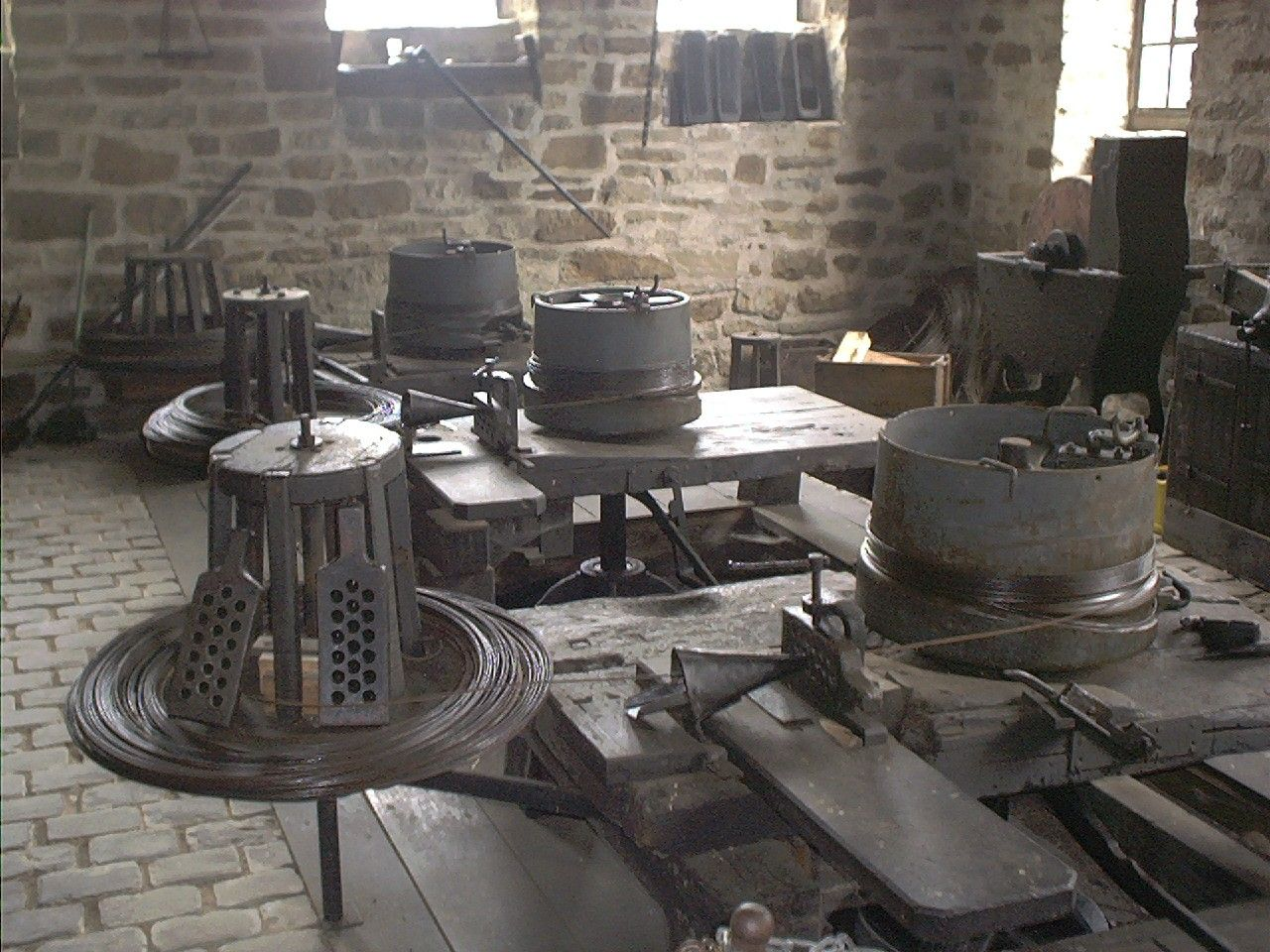
Haspeln in einer Drahtzieherei (links)

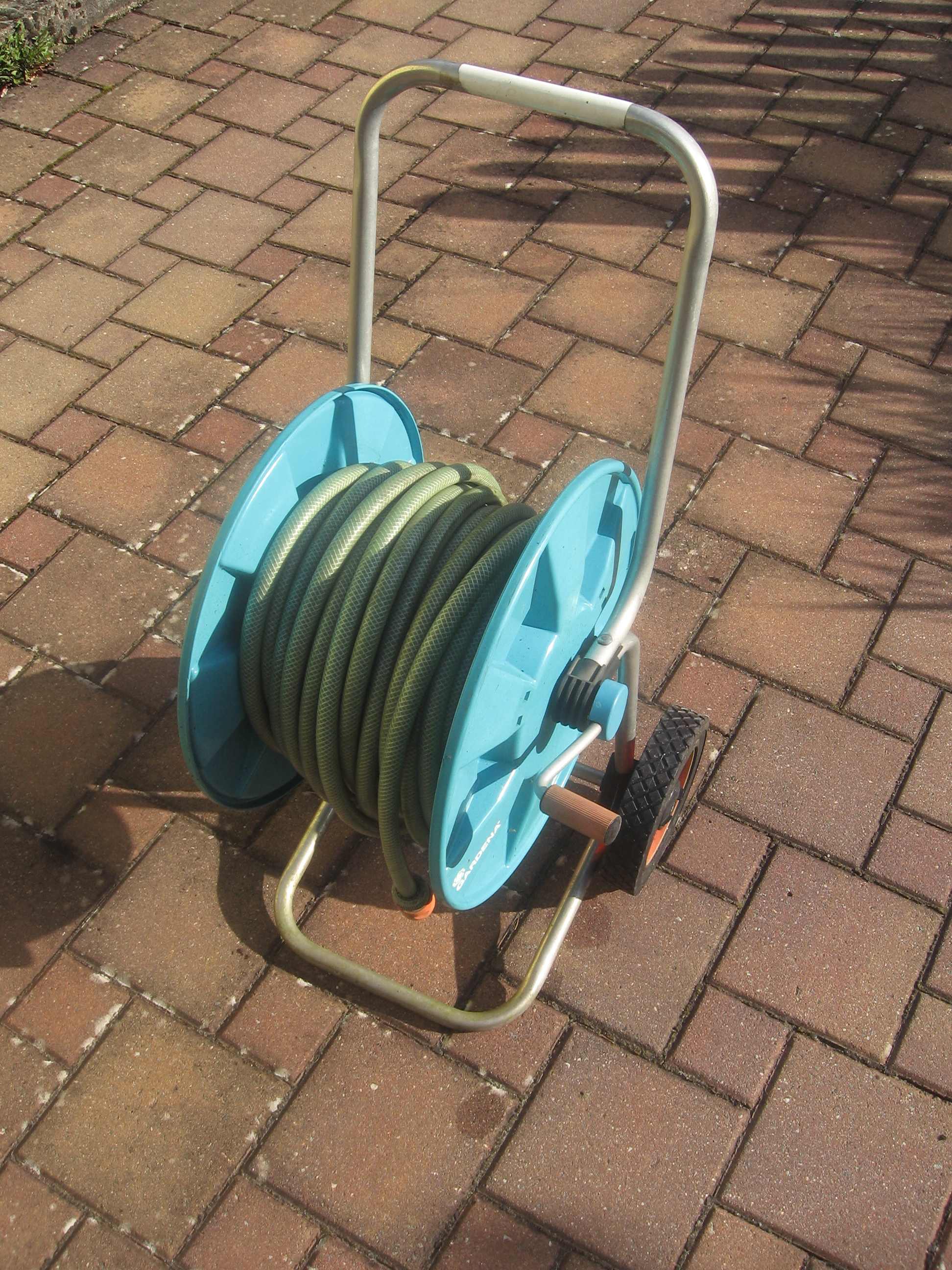
Haspel für einen Gartenschlauch

- In der Stahlindustrie werden sie zum Aufwickeln der gewalzten Stahlbänder oder von Stahldraht zu einem Coil verwendet und zum Abwickeln zur weiteren Verarbeitung (Abwickel-Haspel). Die Haspeltemperatur (meist um 600 °C) beim Aufwickeln von warmgewalzten Stahlband hat dabei großen Einfluss auf die mechanischen Eigenschaften.
- Bei Drachen die Bezeichnung für eine Spule, auf die die Drachenleine gewickelt wird.
- Bei der Feuerwehr die Schlauchhaspel, ein spulenförmiges Hilfsmittel zum zügigen Verlegen und späteren Wieder-Aufrollen von Schläuchen. Auch für Gartenschläuche gibt es Schlauchtrommeln, welche demselben Zweck dienen.
- Kabeltrommeln für elektrische Verlängerungskabel.

Bei diesen Haspelformen ist die Abgrenzung zur Spule bereits fließend.

## Wortgebrauch
Seit dem 18. Jahrhundert ist die Bezeichnung sich verhaspeln gebräuchlich, wenn eine Person sich verspricht oder in ihrer Tätigkeit Fehler macht. Dieser Gebrauch des Wortes stammt nach einer Theorie aus dem Schaden, der entsteht, wenn beim Haspeln innerhalb einer Umdrehung ein Holm übersprungen wird und so innerhalb eines Stranges ein einzelnes Fadenstück kürzer ist als der Rest; dieser Strang ist unbrauchbar. Eine andere Theorie besagt, dass der Ausdruck aus dem Bergbau stammt, wo dem Haspelknecht durch akustische Zeichen mitgeteilt wurde, wie er den Haspel bedienen sollte. So konnte es passieren, dass er etwas falsch verstand und sich „verhaspelte“. Fester Metalldraht neigt dazu, beim Abrollen schlaufenweise von der Haspel zu springen, wobei die Gefahr der Bildung eines schwer handhabbaren Drahtgewirrs besteht.